# Jim Calhoun
James C. « Jim » Calhoun, né le 10 mai 1942 à Braintree, dans le Massachusetts, est un entraîneur américain de basket-ball.

## Palmarès
- Champion NCAA 1999, 2004, 2011
- Vainqueur du National Invitation Tournament 1988